# Bouelles
Bouelles ist eine französische Gemeinde mit 264 Einwohnern (Stand 1. Januar 2022) im Département Seine-Maritime in der Region Normandie. Sie gehört zum Arrondissement Dieppe und zum Kanton Neufchâtel-en-Bray. Die Einwohner werden Bouellais und Bouellaises genannt.

## Geographie
Bouelles liegt im Zentrum des Départements, etwa 41,5 Kilometer nordöstlich von Rouen und etwa 32 Kilometer südöstlich von Dieppe.
Umgeben wird Bouelles von den sechs Nachbargemeinden:
| Saint-Germain-sur-Eaulne | Sainte-Beuve-en-Rivière                     | Mortemer     |
| Neuville-Ferrières       | Kompassrose, die auf Nachbargemeinden zeigt |              |
|                          | Saint-Saire                                 | Nesle-Hodeng |

## Bevölkerungsentwicklung
| Jahr      | 1962 | 1968 | 1975 | 1982 | 1990 | 1999 | 2007 | 2014 |
| Einwohner | 215  | 236  | 252  | 240  | 240  | 242  | 222  | 278  |

## Sehenswürdigkeiten
- Der Ursprung der Pfarrkirche Saint-Martin geht auf das 12. Jahrhundert zurück (Westfassade, Nordwand des Langhauses), der größte Teil des Baus stammt jedoch aus dem 16. Jahrhundert. Der getäfelte Dachstuhl stammt aus dem 16. Jahrhundert, er wurde 1634 neu gestrichen. Die Sakristei stammt aus dem 18. Jahrhundert. Die Kirche einschließlich der Einfriedung des Friedhofs ist seit 1996 als Monument historique eingeschrieben.
- Schloss mit Taubenschlag aus dem 16. Jahrhundert
- Altes Steinkreuz
- Ehemaliges Pfarrhaus aus dem Jahre 1736

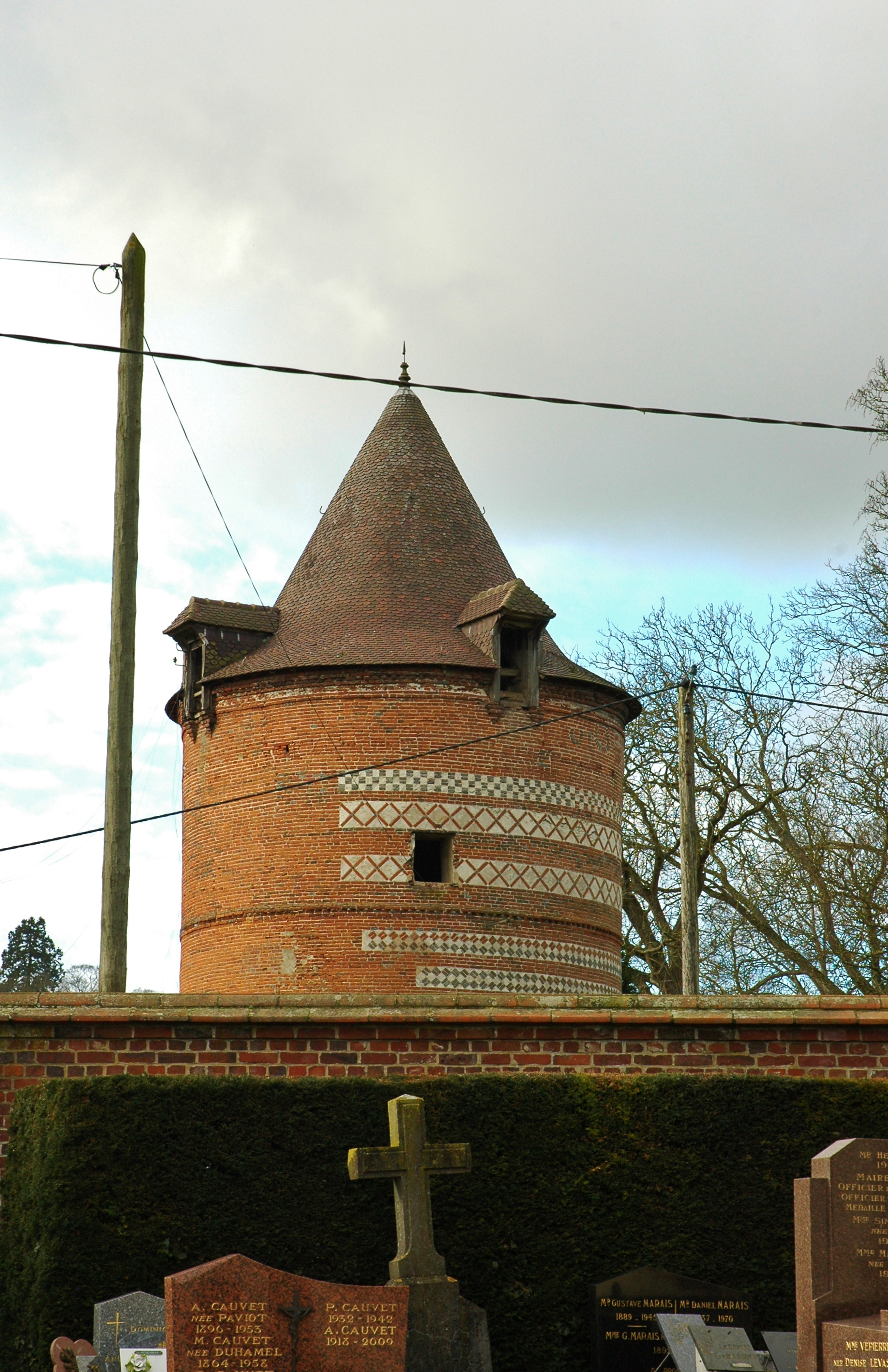
Taubenschlag
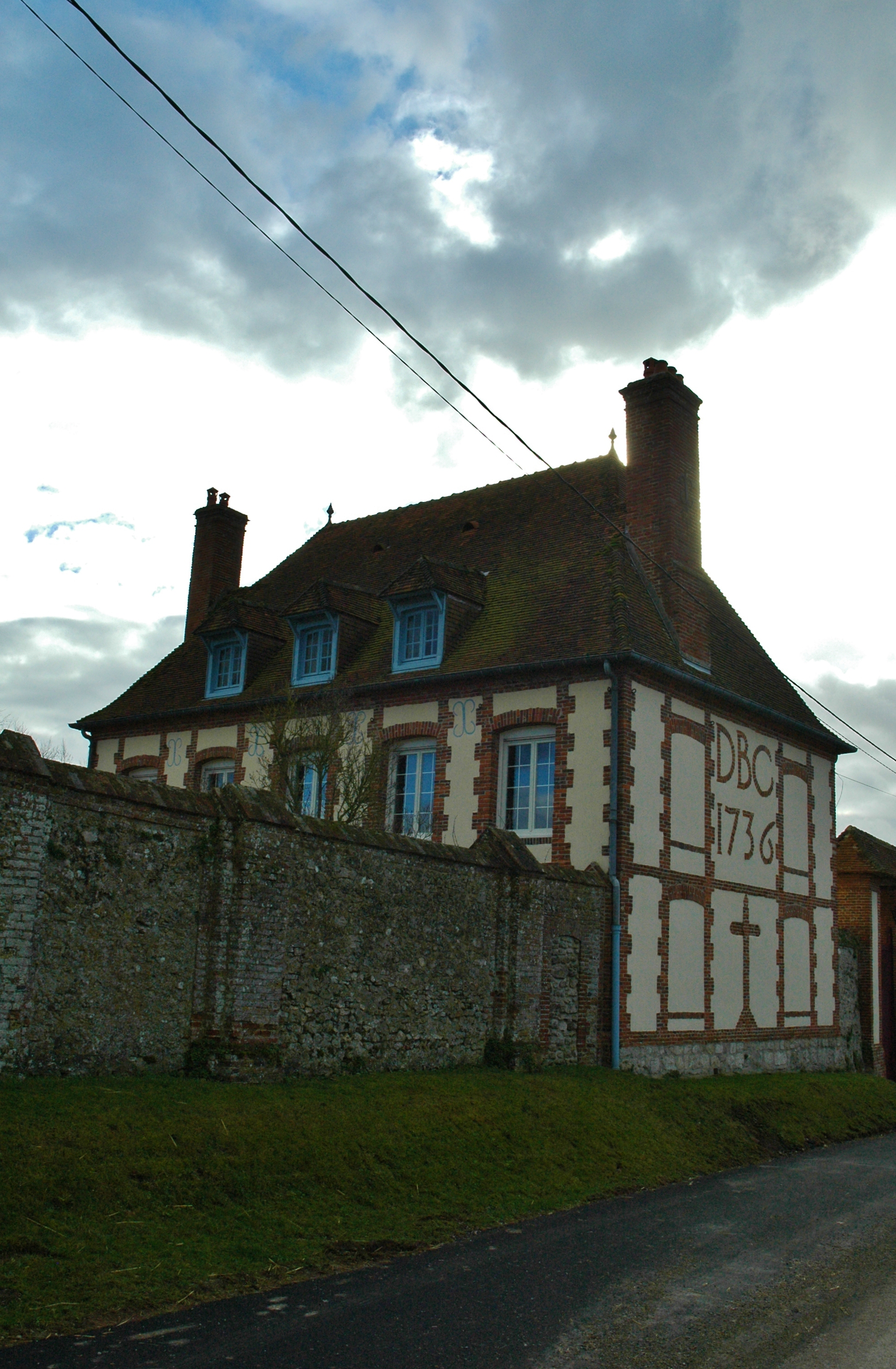
Ehemaliges Pfarrhaus